# 풍산중학교 (경북)
풍산중학교(豊山中學校)는 대한민국 경상북도 안동시 풍산읍 안교리에 있는 사립 중학교이다.

## 학교 연혁
- 1947년 7월 15일 : 병산 초급중학교 (4년제 남, 여 8학급) 설립 인가
- 1947년 7월 15일 : 초대 교장 송낙구 선생 취임
- 1947년 7월 15일 : 초대 재단 이사장 류시영 선생 취임
- 1947년 9월 16일 : 병산 초급 중학교 개교 (풍산 초교에서)
- 1949년 4월 30일 : 교사 준공, 이전 (현 위치)
- 1950년 4월 1일 : 교육법에 의하여 병산중학교(3년제 6학급)라 개칭
- 1962년 12월 8일 : 학칙 변경 (남, 여 공학 9학급) 인가
- 1968년 3월 1일 : 풍산중학교로 교명 변경
- 1971년 1월 29일 : 학칙 변경 (남, 여 공학 21학급) 인가
- 1976년 11월 25일 : 구 교사 완전 철거, 신축교사 완공
- 2016년 10월 20일 : 제6대 재단 이사장 류목기 선생 취임
- 2019년 3월 4일 : 제13대 교장 이준설 선생 취임
- 2023년 1월 6일 : 제74회 졸업식 거행 (졸업생 73명, 누계 12.432명)
- 2023년 3월 2일 : 입학식 (신입생 72명)

## 참고 자료
- 풍산중학교 - 한국교육학술정보원 학교알리미